# Museo ebraico di Sydney
Il Museo ebraico di Sydney si trova a Sydney, in Australia. Documenta l'Olocausto, la storia del popolo ebraico in Australia ed esplora le questioni relative ai diritti umani in Australia. È un'istituzione che raccoglie e conserva oggetti storici, commemora ed educa, con l'obiettivo di sfidare la percezione dei visitatori riguardo ai temi legati a moralità, giustizia sociale, democrazia e diritti umani.

## Storia
Il Sydney Jewish Museum si trova al 148 di Darlinghurst Road, Darlinghurst, nella storica Maccabean Hall, costruita per commemorare uomini e donne ebrei del Nuovo Galles del Sud che prestarono servizio nella prima guerra mondiale. Questo edificio, inaugurato ufficialmente il giorno dell'armistizio del 1923 da Sir John Monash, fece a lungo da fulcro della vita ebraica a Sydney e fu ritenuto un sito appropriato per il Sydney Jewish Museum.
A 26 anni dall'apertura il Museo continua a dare voce alle vittime dell'Olocausto in modo che le loro storie possano far parlare e riflettere e ispirare il cambiamento. Lo slogan del Sydney Jewish Museum, "Dove la storia ha una voce", definisce le origini del museo e la sua missione che continua a portarlo avanti nel futuro. Gli oggetti della collezione raccontano le storie dei loro proprietari e contribuiscono alla narrazione che il museo perpetua tra le sue mura. La testimonianza, accessibile sia digitalmente che di persona, lega gli oggetti esposti nelle vetrine agli eventi del mondo reale e dà vita e narrazione alla storia.

## La struttura
Il Sydney Jewish Museum fu fondato nel 1992 dalla generazione di sopravvissuti giunti in Australia, dal compianto John Saunders (Ufficiale dell'Ordine dell'Australia) e dai membri dell'Associazione australiana dei sopravvissuti all'Olocausto. Immaginarono il museo come un luogo che potesse contenere sia le loro storie che gli oggetti personali e in più commemorare coloro che furono assassinati durante l'Olocausto. In questo luogo sarebbero state insegnate le lezioni del passato.
Il museo fu inaugurato dal contrammiraglio Peter Sinclair (Compagno dell'Ordine dell'Australia), governatore del Nuovo Galles del Sud, il 18 novembre 1992.
L'Australia ha una percentuale pro capite più alta di sopravvissuti all'Olocausto rispetto a qualsiasi altro paese eccetto Israele.

## Mostre
All'interno di tre grandi spazi espositivi i visitatori possono confrontarsi con manufatti storici, riprese video, nuove tecnologie digitali e storie personali. Le mostre permanenti comprendono:

### Cultura e continuità: viaggio attraverso l'ebraismo
Questa mostra al piano terra esplora la storia ebraica dall'origine biblica nel Medio Oriente fino alla fiorente comunità ebraica in Australia.

### Al servizio dell'Australia: la partecipazione ebraico alla storia militare australiana
Serving Australia ritrae uomini e donne ebrei impiegati nelle forze di difesa australiane dal loro inizio al presente. Riflettendo la dedizione, il valore e il patriottismo della grande comunità australiana, presenta la storia socio-militare degli ebrei in tempo di guerra.

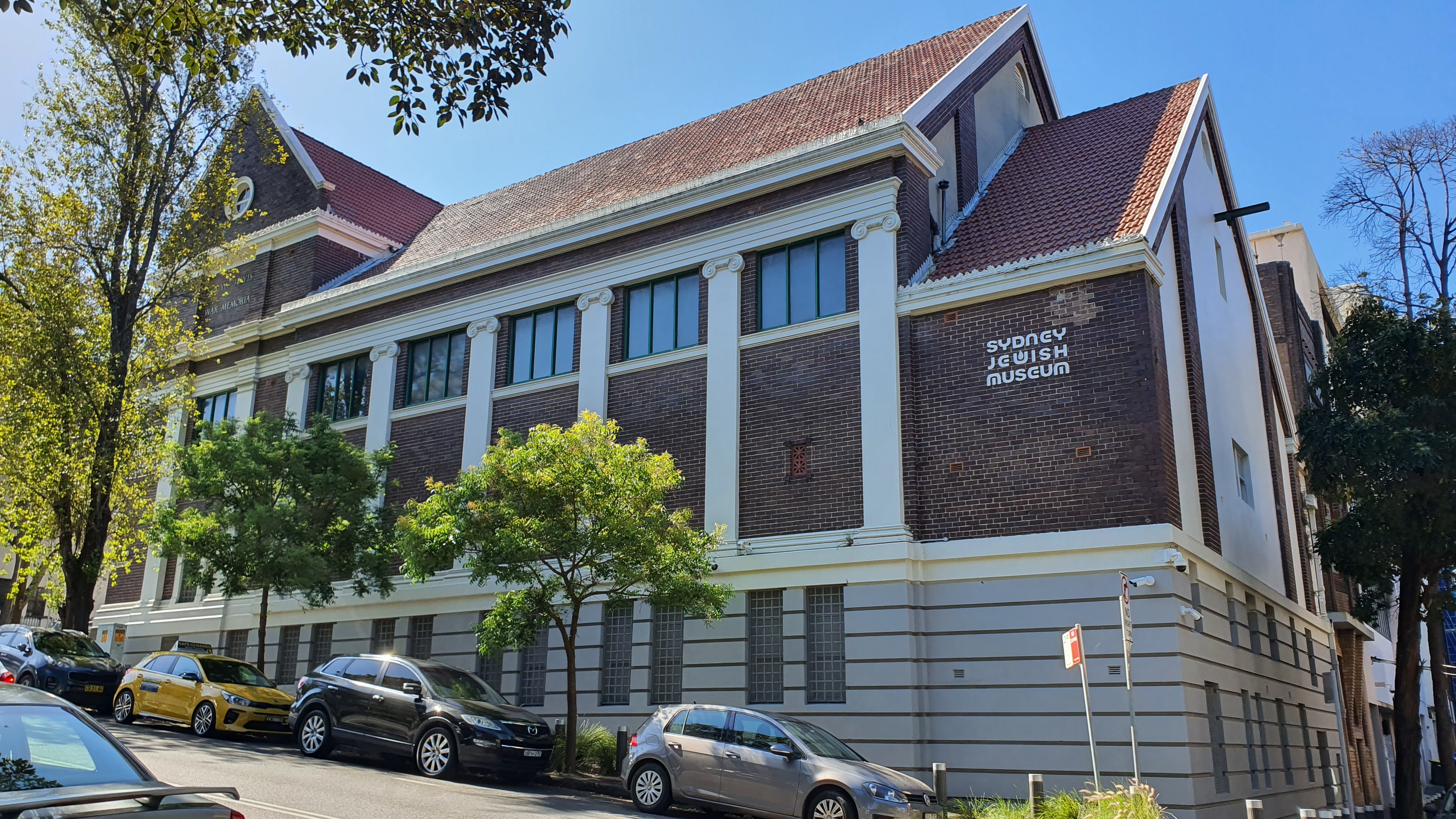
Il Sydney Jewish Museum visto dall'incrocio tra Burton Street e Hardie Street.

### L'Olocausto
Disposta su tre livelli, questa mostra ripercorre la storia della persecuzione e dell'assassinio degli ebrei europei dal 1933 al 1945 ed esplora la risonanza dell'epoca e attuale di questi eventi senza precedenti. Racconta anche le nuove vite dei sopravvissuti dopo il loro arrivo in Australia e il loro contributo al ricco tessuto multiculturale della vita australiana contemporanea.

### L'Olocausto e i diritti umani
Una pietra miliare della mostra sull'Olocausto, The Holocaust and Human Rights Exhibition delinea i risultati e le sfide nell'ambito dei diritti umani e si concentra sulle questioni chiave che l'Australia deve affrontare oggi. La mostra utilizza media interattivi e nuove tecnologie digitali per esplorare le questioni locali relative ai diritti dei rifugiati e dei richiedenti asilo, delle persone con disabilità, degli australiani autoctoni e della comunità LGBTIQ. Promuove un pensiero profondo e riflessivo, anche su argomenti che potrebbero rivelarsi irrisolvibili. Il museo ha anche un programma di mostre a tema che cambiano regolarmente .

## Centro risorse e biblioteca
La biblioteca del museo fu creata grazie all'intera collezione di libri donati dall'Associazione Australiana dei sopravvissuti all'Olocausto ebraico. Da allora il Resource Center and Library è cresciuto fino a raggiungere oltre 6000 volumi, riviste, audio e videocassette, tra cui oltre 2.500 testimonianze personali di sopravvissuti all'Olocausto in Australia.
Il centro è aperto al pubblico durante gli orari di apertura del museo ed è gestito da un bibliotecario. La collezione fornisce materiale per le mostre e copre una vasta gamma di temi, tra cui l'antisemitismo, i crimini di guerra, l'Olocausto nell'arte e nella letteratura, la storia ebraica australiana.